# Burg Breitenau
Die Burg Breitenau ist eine abgegangene mittelalterliche Wasserburg anstelle der Kirche St. Stephan in Breitenau, einem heutigen Stadtteil von Feuchtwangen im Landkreis Ansbach in Bayern.

## Geschichte
Im 14. Jahrhundert treten in Breitenau zwei Adelsgeschlechter auf, die Herren von Breitenau, die ihren Sitz in Breitenau anstelle der heutigen Kirche hatten, und die Herren von Pfaffenangst, deren Burg Pfaffenangst auf dem nahen Marxen-Berge gestanden haben soll. Am 31. Jan. 1334 wird ein Heinrich von Breitenawe als Bürge für Kunrat von Ellrichshausen zu Haundorf beim Verkaufe von Gütern an das Spital zu Dinkelsbühel genannt. Gegen Ende des 14. Jahrhunderts soll eine Familie Feldner das Herrenhaus zu Breitenau innegehabt haben. Westlich im Garten der Kirche ist noch die Stelle des ehemaligen Schlosses zu erkennen.